# Sex with Me
Sex with Me è un singolo della cantante barbadiana Rihanna, estratto dall'edizione deluxe dell'ottavo album in studio Anti e pubblicato il 3 febbraio 2017.

## Descrizione
Sex with Me è stato scritto dalla cantante stessa insieme a PartyNextDoor, Chester Hansen e i produttori Boi-1da, Vinylz e Frank Dukes. Kuk Harrell è stato inoltre accreditato come produttore vocale della canzone. La canzone è stata inviata alle  stazioni radiofoniche tramite la Def Jam.
La canzone è stata reinterpreta da vari artisti come Amorphous, Maino, Fabolous insieme a Trey Songz, e Tinashe. Nick Cannon invece ha inciso un'altra versione intitolata Sex with Me Is Ncredible.

## Tracce
1. Sex with Me (MK Remix) – 6:18
2. Sex with Me (Salva Remix) – 3:50
3. Sex with Me (John-Blake Remix) – 2:31
4. Sex with Me (Addal Remix) – 3:10
5. Sex with Me (DEVAULT Remix) – 4:07

## Successo commerciale
Dopo l'uscita dell'album, Sex with Me è entrato nella classifica Bubbling Under Hot 100, che elenca i brani che non sono entrati nella classifica principale Billboard Hot 100. Dopo aver trascorso quattordici settimane nella Bubbling Under Hot 100, la canzone ha debuttato nella Billboard Hot 100 alla novantasettesima posizione. Nel mese di novembre 2016, la canzone è rientrata nella Billboard Hot 100 alla novantaduesima posizione, per poi arrivare a gennaio all'ottantatreesima posizione.
Il 20 gennaio 2017 il brano è stato certificato disco di platino dalla Recording Industry Association of America.

## Classifiche
| Classifica (2016/17)      | Posizione massima |
| ------------------------- | ----------------- |
| Francia                   | 52                |
| Regno Unito               | 130               |
| Stati Uniti               | 83                |
| Stati Uniti (R&B/hip-hop) | 32                |
| Stati Uniti (rhythmic)    | 36                |